# Tarcie (fizyka)

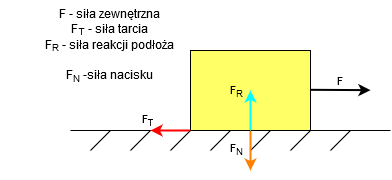
Rozkład sił z uwzględnieniem siły tarcia

Tarcie (pojęcie fizyczne, jeden z oporów ruchu) – całość zjawisk fizycznych towarzyszących przemieszczaniu się względem siebie dwóch ciał fizycznych, stykających się ze sobą (tarcie zewnętrzne) lub elementów tego samego ciała (tarcie wewnętrzne) i powodujących rozpraszanie energii podczas ruchu. Tarcie zewnętrzne występuje na granicy dwóch ciał stałych. Tarcie wewnętrzne występuje przy przepływie zarówno płynów, jak i deformacji ciał stałych. 
Siła występująca w zjawiskach tarcia nazywana jest siłą tarcia.

## Podział
Podstawowy podział tarcia:
- tarcie zewnętrzne
  - tarcie ślizgowe
    - tarcie spoczynkowe (tarcie statyczne)
    - tarcie ruchowe (tarcie kinetyczne)

  - tarcie toczne
- tarcie wewnętrzne

Podział stosowany w technice uwzględniający występowanie środków smarnych:
- tarcie suche
- tarcie płynne
- tarcie graniczne
- tarcie mieszane

## Siła tarcia w różnych przypadkach
W tarciu zewnętrznym suchym zazwyczaj siła tarcia spoczynkowego jest większa lub równa sile tarcia ruchowego:
{\displaystyle T_{s}\geqslant T_{k}.}
Choć zjawiska wywołujące tarcie mają skomplikowana naturę – od czysto mechanicznej po molekularną, matematyczny opis zjawiska jest bardzo prosty.
Jeżeli ciało nie porusza się, to siła tarcia statycznego równoważy siłę wypadkową pozostałych sił działających na ciało, ma jej kierunek, a zwrot przeciwny. Maksymalną wartość siły tarcia statycznego określa wzór:
{\displaystyle T_{s}=\mu N.}
Jeżeli ciało porusza się, to siła tarcia dynamicznego ma kierunek ruchu ciała, zwrot przeciwny do zwrotu wektora prędkości lub wektora przemieszczenia. Wartość tej siły jest równa:
{\displaystyle T_{d}=\mu N,}
gdzie:
{\displaystyle \mu } – współczynnik tarcia zależny od rodzaju powierzchni stykających się ciał,
{\displaystyle N} – siła nacisku prostopadła do powierzchni styku ciał.
Gdy ciało porusza się, tak że jego fragmenty mają różne kierunki ruchu względem podłoża (np. złożenie ruchu postępowego i obrotowego), to siły tarcia działające na różne fragmenty ciała też mogą mieć różne kierunki.